# My Little Eye
My Little Eye è un film del 2002 diretto da Marc Evans.
Pellicola horror inglese ispirata al mondo dei reality show come il Grande fratello.

## Trama
Cinque ragazzi accettano di passare sei mesi all'interno di una casa, completamente isolati dal mondo e ripresi in qualunque momento, da decine di telecamere che li mandano in onda su internet. Se Matt, Rex, Danny, Emma e Charlie riusciranno a trascorrere tutti e sei mesi nella casa, senza che nessuno abbandoni, vinceranno un milione di dollari ciascuno.
Il film comincia proprio quando i cinque giovani stanno trascorrendo gli ultimi giorni di permanenza nella casa e sono fortemente provati, anche da alcuni trucchetti, evidentemente ideati dalla produzione, che cercano di fargli abbandonare il gioco. Danny ha infatti ricevuto una lettera che dice che suo nonno è morto, mentre Emma ha trovato un martello insanguinato sul suo cuscino, mentre alcuni pacchi in cui avrebbero dovuto trovare scorte, contengono in realtà mattoni e una pistola carica. Specialmente questi ultimi due eventi sembrano avere delle relazioni con il passato di Emma e Rex. Il gruppo inizia a isolare Rex per i suoi atteggiamenti insopportabilmente cinici, e perché Charlie scopre che ruba provviste e sigarette per tenersele in camera.
Ancora più strana appare ai ragazzi la visita di Travis Patterson, che si trovava per caso nei dintorni della casa ed è completamente all'oscuro di quale programma si stia registrando nella casa. Travis passa la notte con Charlie, mentre nel frattempo Danny è accusato da Emma di avergli rubato della biancheria intima dopo averla trovata nella sua stanza. Danny, oltre a negare, tenta di avvicinarsi ulteriormente a Emma scolpendole un gatto di legno. Ma subito dopo averglielo dato ascolta mortificato i commenti derisori di Emma e Charlie origliando fuori dalla loro stanza. Quando l'indomani Travis va via, i ragazzi trovano il suo zaino poco distante fatto a pezzi e ricoperto di sangue. Quando però Danny viene trovato impiccato i ragazzi tentano di chiedere aiuto via radio, ma nessuno sembra rispondergli. Insospettito, Rex tenta di utilizzare il cellulare trovato nello zaino di Travis per collegarsi ad internet e capire cosa sta succedendo. Non solo non esiste alcun sito o pubblicità sul programma, ma l'intero show è in realtà trasmesso attraverso un sito criptato dove persone facoltose scommettono sulla morte dei ragazzi.
In realtà è lo stesso Matt a collaborare al progetto. Dopo aver ucciso Charlie e Rex, Matt cerca di eliminare anche Emma che ferita riesce a scappare e ad essere tratta apparentemente in salvo da un poliziotto nel suo veicolo. Il poliziotto, in realtà è uno dei creatori del crudele reality e una volta soccorso Matt spara ad Emma dopo averla fatta uscire dalla macchina. Matt e il finto poliziotto chiudono Emma in una stanza prima di ucciderla e mentre sorseggiano una birra, il finto poliziotto spiega a Matt che il "reality" è organizzato da lui e Travis per alcuni facoltosi spettatori. Il poliziotto afferma che è sempre facile trovare cinque stupidi che cadono nel tranello. Matt lo corregge con "quattro", e l'uomo gli spara.
Emma piange disperata, mentre il sangue di Matt schizza sull'unica finestra presente nella stanza in cui è prigioniera.

## Colonna sonora
Le musiche originali del film sono a cura di Flood, Rob Kirwan e Alan Moulder, tutti e tre nascosti dietro lo pseudonimo "Bias". La canzone sui titoli di coda è Desolation Higway dei Bikini Atoll.

## Accoglienza
Sull'aggregatore Rotten Tomatoes il film riceve il 67% delle recensioni professionali positive con un voto medio di 5,2 su 10 basato su 21 critiche.

## Riconoscimenti
- Méliès d'argento 2003